# V55PI

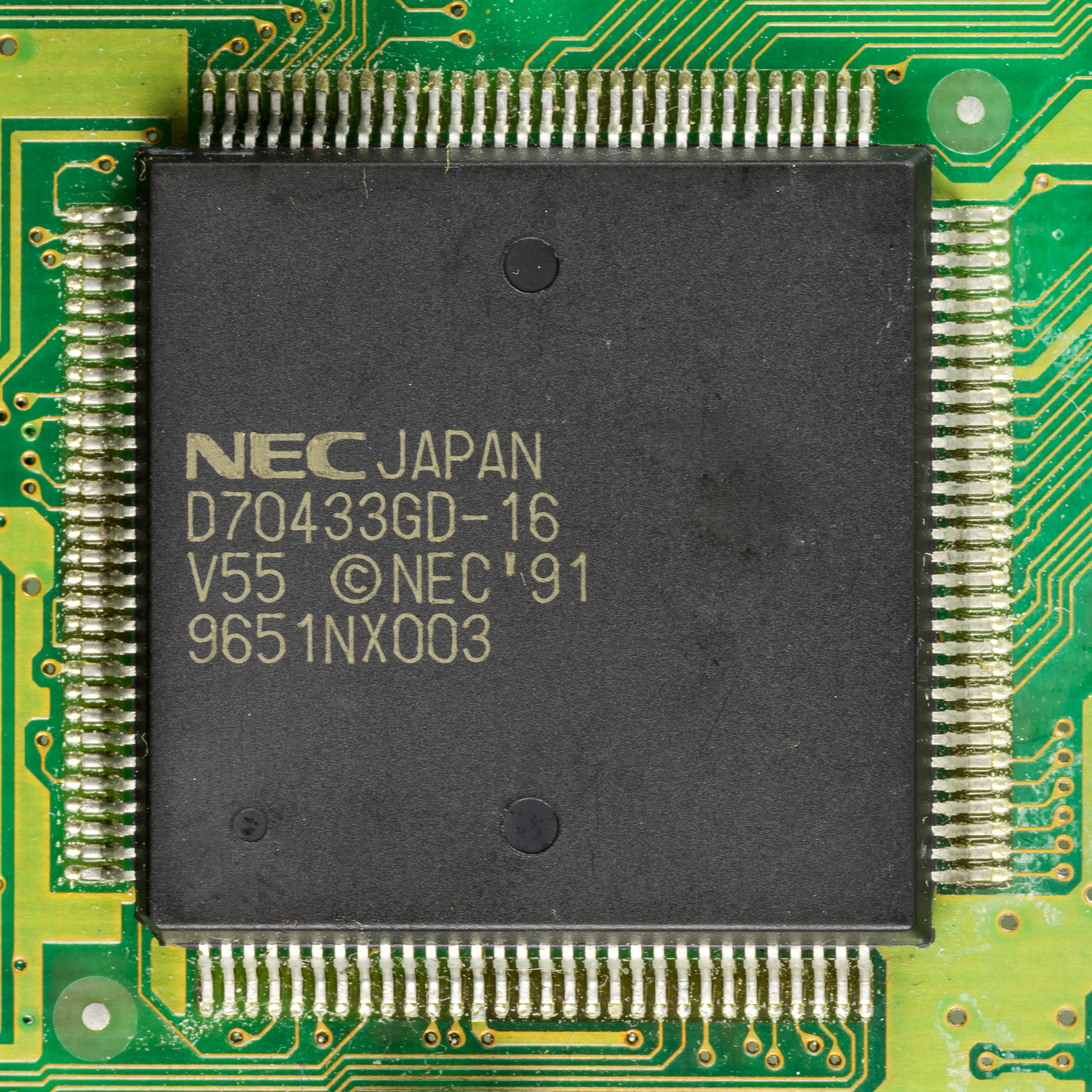
NEC D70433GD-16 V55

V55PIとは日本電気（NEC）が製造したCPUのシリーズである。Intel 8086・Intel 8088互換のCPUコアにNEC独自のペリフェラルを集積したLSIである。

## 概要
- NECが提示するアセンブラはインテル8086とは異なるが、マシン語レベルでインテル8086と互換であるため、コンパイラやアセンブラは8086用のものがそのまま流用できる。
- バスタイミングが8086と比べ高速化されており、厳密には8086とは異なるバスタイミングとなる。
- 集積されたペリフェラルにはパラレルポート、タイマー、シリアルポート等がある。
- DS2,DS3と呼ばれる拡張セグメントレジスタを持ち、拡張セグメントレジスタの値を8ビット左シフトしてからオフセット値を加えることで、16MBのアドレス空間をアクセス可能[1]。